# Калчево
Калчево (болг. Калчево) — село в Болгарии. Находится в Ямболской области, входит в общину Тунджа. Население составляет 558 человек.

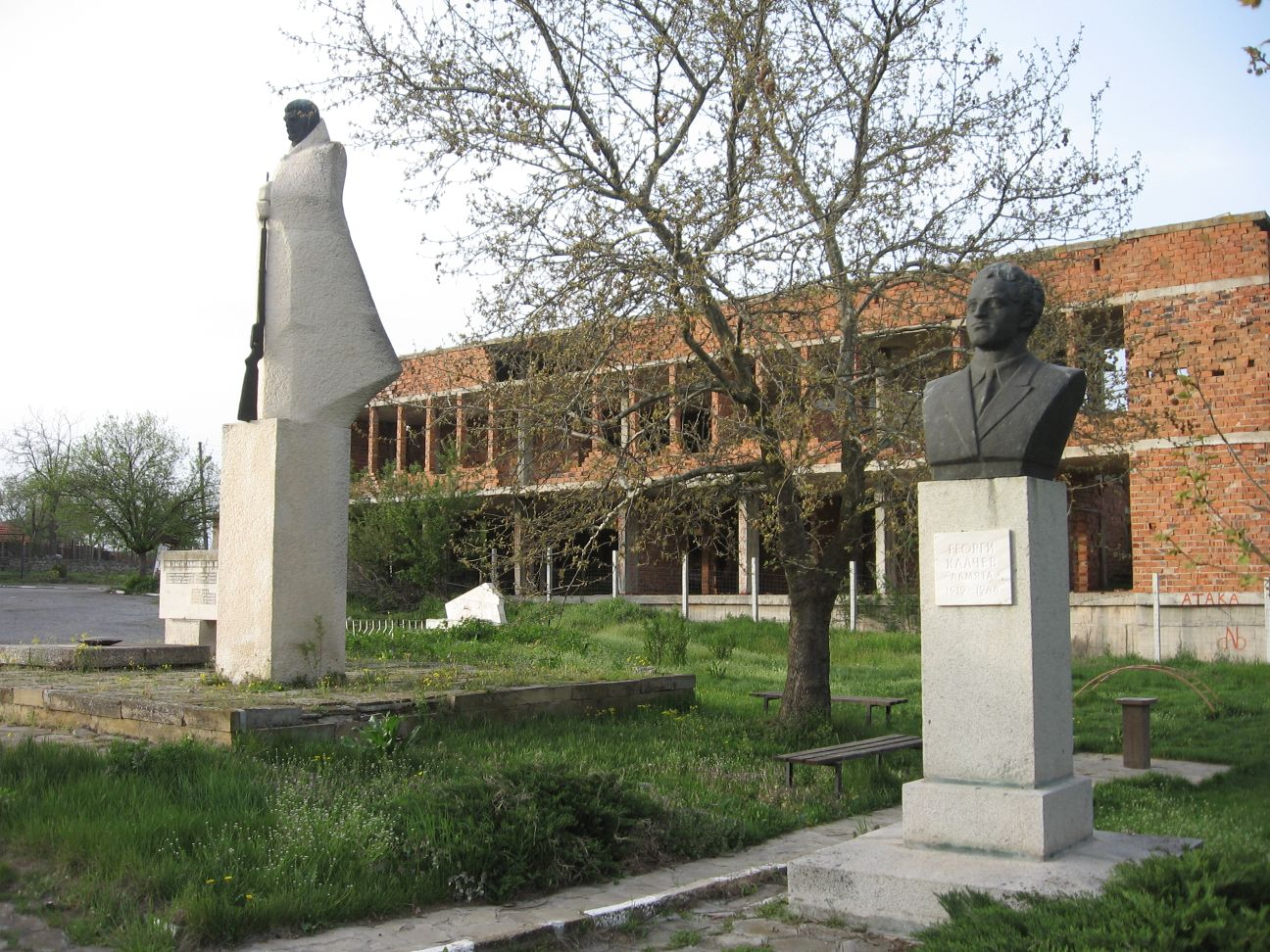

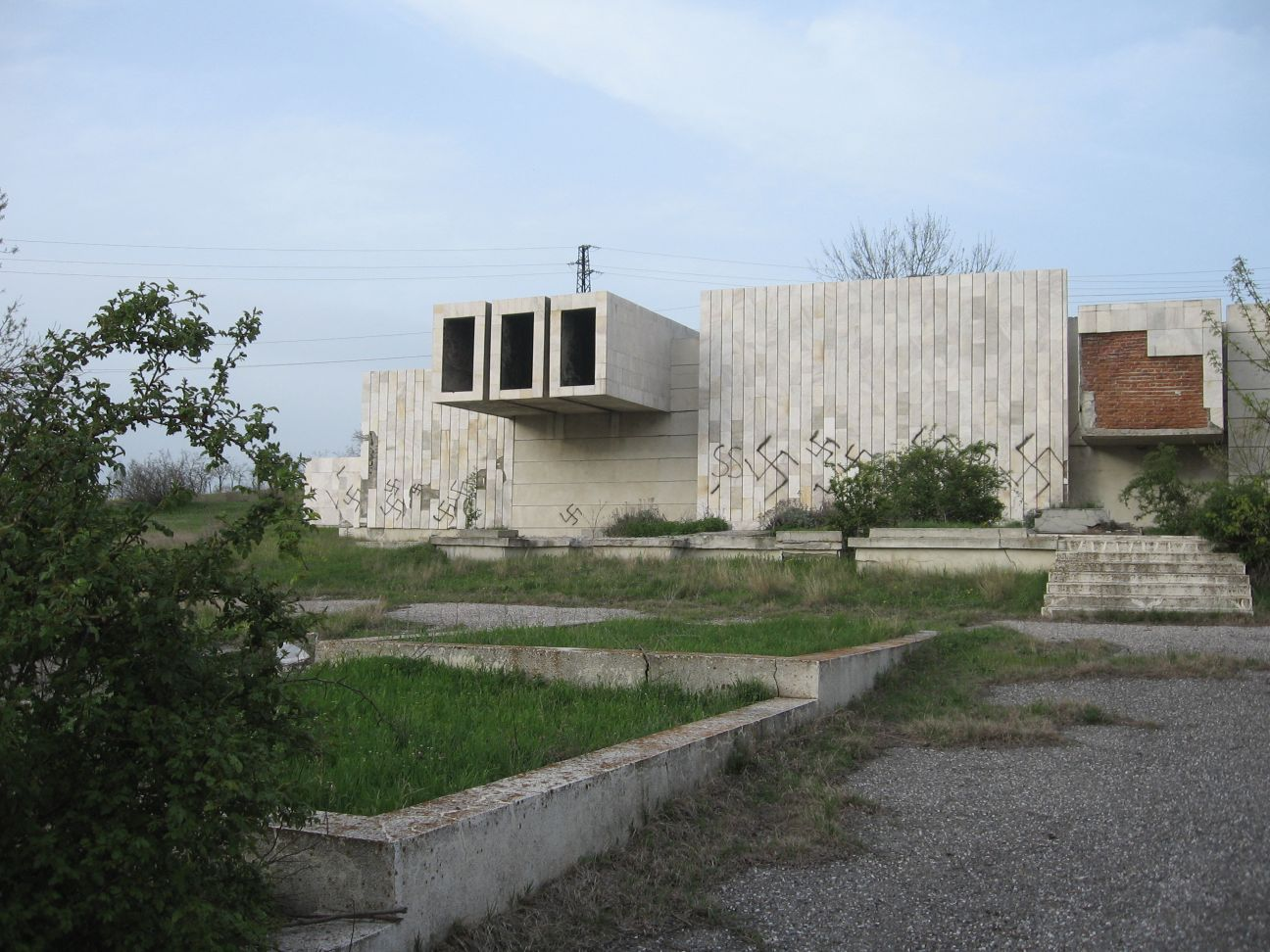

## Политическая ситуация
В местном кметстве Калчево, в состав которого входит Калчево, должность кмета (старосты) исполняет Митко Тодоров Димитров (коалиция в составе 5 партий: Граждане за европейское развитие Болгарии (ГЕРБ), Демократы за сильную Болгарию (ДСБ), Земледельческий народный союз (ЗНС), Союз свободной демократии (ССД), Союз демократических сил (СДС)) по результатам выборов правления кметства.
Кмет (мэр) общины Тунджа — Георги Стоянов Георгиев (коалиция в составе 2 партий: Болгарская социалистическая партия (БСП) и Болгарская социал-демократия (БСД)) по результатам выборов в правление общины.